# Les Bizots
Les Bizots è un comune francese di 453 abitanti situato nel dipartimento della Saona e Loira nella regione della Borgogna-Franca Contea.

## Società

### Evoluzione demografica
Abitanti censiti